# Distrito de Beaune
El distrito de Beaune es un distrito (del francés: arrondissement) de Francia, que se localiza en el departamento de Côte-d'Or, de la región de Borgoña (del francés: Bourgogne). Su chef-lieu es la ciudad de Beaune.

## Historia
Cuando se creó el departamento de Côte-d'Or el 4 de marzo de 1790, el distrito de Beaune fue uno de los distritos originales del nuevo departamento.

## Geografía
El distrito de Beaune limita al norte con los distritos de Montbard y Dijon, al este con el departamento del Jura (Franco Condado), al sur con el departamento Saona y Loira (Borgoña) y al oeste con el departamento de Nièvre (Borgoña).
Es el más meridional y el más pequeño de los distritos del departamento con una superficie de 2118,3 km², pero es el segundo en población, luego del distrito de Dijon, con 97.399 habitantes y una densidad poblacional de 46 habitantes/km².

## División territorial

### Cantones
El distrito de Beaune tiene 10 cantones:
1. Cantón de Arnay-le-Duc
2. Cantón de Beaune-Nord
3. Cantón de Beaune-Sud
4. Cantón de Bligny-sur-Ouche
5. Cantón de Liernais
6. Cantón de Nolay
7. Cantón de Nuits-Saint-Georges
8. Cantón de Pouilly-en-Auxois
9. Cantón de Saint-Jean-de-Losne
10. Cantón de Seurre

### Comunas
| 1. Agencourt (21001)               | 2. Allerey (21009)                   | 3. Aloxe-Corton (21010)                | 4. Antheuil (21014)                     |
| 5. Antigny-la-Ville (21015)        | 6. Arcenant (21017)                  | 7. Arconcey (21020)                    | 8. Argilly (21022)                      |
| 9. Arnay-le-Duc (21023)            | 10. Aubaine (21030)                  | 11. Aubigny-en-Plaine (21031)          | 12. Aubigny-la-Ronce (21032)            |
| 13. Auvillars-sur-Saône (21035)    | 14. Auxant (21036)                   | 15. Auxey-Duresses (21037)             | 16. Bagnot (21042)                      |
| 17. Bard-le-Régulier (21046)       | 18. Baubigny (21050)                 | 19. Beaune (21054)                     | 20. Bellenot-sous-Pouilly (21062)       |
| 21. Bessey-en-Chaume (21065)       | 22. Bessey-la-Cour (21066)           | 23. Beurey-Bauguay (21068)             | 24. Blancey (21082)                     |
| 25. Blanot (21083)                 | 26. Bligny-lès-Beaune (21086)        | 27. Bligny-sur-Ouche (21087)           | 28. Boncourt-le-Bois (21088)            |
| 29. Bonnencontre (21089)           | 30. Bouhey (21091)                   | 31. Bouilland (21092)                  | 32. Bousselange (21095)                 |
| 33. Bouze-lès-Beaune (21099)       | 34. Brazey-en-Morvan (21102)         | 35. Brazey-en-Plaine (21103)           | 36. Broin (21112)                       |
| 37. La Bussière-sur-Ouche (21120)  | 38. Censerey (21124)                 | 39. Chailly-sur-Armançon (21128)       | 40. Chamblanc (21131)                   |
| 41. Champignolles (21140)          | 42. Charrey-sur-Saône (21148)        | 43. Chassagne-Montrachet (21150)       | 44. Chaudenay-la-Ville (21155)          |
| 45. Chaudenay-le-Château (21156)   | 46. Chaux (21162)                    | 47. Chazilly (21164)                   | 48. Chevigny-en-Valière (21170)         |
| 49. Chivres (21172)                | 50. Chorey-les-Beaune (21173)        | 51. Châteauneuf (21152)                | 52. Châtellenot (21153)                 |
| 53. Civry-en-Montagne (21176)      | 54. Clomot (21181)                   | 55. Colombier (21184)                  | 56. Combertault (21185)                 |
| 57. Comblanchien (21186)           | 58. Commarin (21187)                 | 59. Corberon (21189)                   | 60. Corcelles-les-Arts (21190)          |
| 61. Corgengoux (21193)             | 62. Corgoloin (21194)                | 63. Cormot-le-Grand (21195)            | 64. Corpeau (21196)                     |
| 65. Crugey (21214)                 | 66. Créancey (21210)                 | 67. Culètre (21216)                    | 68. Cussy-la-Colonne (21221)            |
| 69. Cussy-le-Châtel (21222)        | 70. Diancey (21229)                  | 71. Esbarres (21249)                   | 72. Essey (21251)                       |
| 73. Flagey-Echézeaux (21267)       | 74. Foissy (21274)                   | 75. Franxault (21285)                  | 76. Fussey (21289)                      |
| 77. Le Fête (21264)                | 78. Gerland (21294)                  | 79. Gilly-lès-Cîteaux (21297)          | 80. Glanon (21301)                      |
| 81. Grosbois-lès-Tichey (21311)    | 82. Ivry-en-Montagne (21318)         | 83. Jallanges (21322)                  | 84. Jouey (21325)                       |
| 85. Jours-en-Vaux (21327)          | 86. Labergement-lès-Seurre (21332)   | 87. Labruyère (21333)                  | 88. Lacanche (21334)                    |
| 89. Ladoix-Serrigny (21606)        | 90. Lanthes (21340)                  | 91. Laperrière-sur-Saône (21342)       | 92. Lechâtelet (21344)                  |
| 93. Levernois (21347)              | 94. Liernais (21349)                 | 95. Longecourt-lès-Culêtre (21354)     | 96. Losne (21356)                       |
| 97. Lusigny-sur-Ouche (21360)      | 98. Maconge (21362)                  | 99. Magnien (21363)                    | 100. Magny-lès-Aubigny (21366)          |
| 101. Magny-lès-Villers (21368)     | 102. Maligny (21374)                 | 103. Manlay (21375)                    | 104. Marcheseuil (21379)                |
| 105. Marcilly-Ogny (21382)         | 106. Marey-lès-Fussey (21384)        | 107. Marigny-lès-Reullée (21387)       | 108. Martrois (21392)                   |
| 109. Mavilly-Mandelot (21397)      | 110. Meilly-sur-Rouvres (21399)      | 111. Meloisey (21401)                  | 112. Merceuil (21405)                   |
| 113. Meuilley (21409)              | 114. Meursanges (21411)              | 115. Meursault (21412)                 | 116. Mimeure (21414)                    |
| 117. Molinot (21420)               | 118. Mont-Saint-Jean (21441)         | 119. Montagny-lès-Beaune (21423)       | 120. Montagny-lès-Seurre (21424)        |
| 121. Montceau-et-Écharnant (21427) | 122. Monthelie (21428)               | 123. Montmain (21436)                  | 124. Montot (21440)                     |
| 125. Musigny (21447)               | 126. Ménessaire (21403)              | 127. Nantoux (21450)                   | 128. Nolay (21461)                      |
| 129. Nuits-Saint-Georges (21464)   | 130. Pagny-la-Ville (21474)          | 131. Pagny-le-Château (21475)          | 132. Painblanc (21476)                  |
| 133. Pernand-Vergelesses (21480)   | 134. Pommard (21492)                 | 135. Pouilly-en-Auxois (21501)         | 136. Pouilly-sur-Saône (21502)          |
| 137. Premeaux-Prissey (21506)      | 138. Puligny-Montrachet (21512)      | 139. Quicey (21517)                    | 140. La Rochepot (21527)                |
| 141. Rouvres-sous-Meilly (21533)   | 142. Ruffey-lès-Beaune (21534)       | 143. Saint-Aubin (21541)               | 144. Saint-Bernard (21542)              |
| 145. Saint-Jean-de-Losne (21554)   | 146. Saint-Martin-de-la-Mer (21560)  | 147. Saint-Nicolas-lès-Cîteaux (21564) | 148. Saint-Pierre-en-Vaux (21566)       |
| 149. Saint-Prix-lès-Arnay (21567)  | 150. Saint-Romain (21569)            | 151. Saint-Seine-en-Bâche (21572)      | 152. Saint-Symphorien-sur-Saône (21575) |
| 153. Saint-Usage (21577)           | 154. Sainte-Marie-la-Blanche (21558) | 155. Sainte-Sabine (21570)             | 156. Samerey (21581)                    |
| 157. Santenay (21582)              | 158. Santosse (21583)                | 159. Saussey (21588)                   | 160. Savigny-lès-Beaune (21590)         |
| 161. Savilly (21593)               | 162. Semarey (21600)                 | 163. Seurre (21607)                    | 164. Sussey (21615)                     |
| 165. Tailly (21616)                | 166. Thoisy-le-Désert (21630)        | 167. Thomirey (21631)                  | 168. Thorey-sur-Ouche (21634)           |
| 169. Thury (21636)                 | 170. Tichey (21637)                  | 171. Trouhans (21645)                  | 172. Trugny (21647)                     |
| 173. Vandenesse-en-Auxois (21652)  | 174. Vauchignon (21658)              | 175. Veilly (21660)                    | 176. Veuvey-sur-Ouche (21673)           |
| 177. Vianges (21675)               | 178. Vic-des-Prés (21677)            | 179. Vignoles (21684)                  | 180. Villars-Fontaine (21688)           |
| 181. Villebichot (21691)           | 182. Villers-la-Faye (21698)         | 183. Villiers-en-Morvan (21703)        | 184. Villy-le-Moutier (21708)           |
| 185. Viévy (21683)                 | 186. Volnay (21712)                  | 187. Vosne-Romanée (21714)             | 188. Voudenay (21715)                   |
| 189. Vougeot (21716)               | 190. Ébaty (21236)                   | 191. Échenon (21239)                   | 192. Échevronne (21241)                 |
| 193. Écutigny (21243)              | 194. Éguilly (21244)                 |                                        |                                         |